# Spotkanie na Atlantyku
Spotkanie na Atlantyku (en polonès trobada a l'Atlàntic) és una pel·lícula de thriller psicològic polonesa del 1980 dirigida per Jerzy Kawalerowicz. La pel·lícula es va rodar al vaixell de passatgers TSS Stefan Batory.

## Sinopsi
Un transatlàntic torna dels Estats Units a Polònia. Al vaixell hi ha el professor Nowak, professor, la seva parella Magda, la cantant Irena enamorada de Zbyszek, un sacerdot que vetlla per un vell emigrant i Walter, un home misteriós. El professor creu que l'ha vist abans i té sentiments de culpa vers ell. Walter el provoca i juga a un joc secret.

## Repartiment
- Teresa Budzisz-Krzyzanowska: Magda
- Ignacy Gogolewski: Nowak
- Marek Walczewski: Walter
- Małgorzata Niemirska: Irena
- Feliks Parnell: l'ancià Joszef
- Marek Lewandowski: Zbyszek
- Waclaw Ulewicz: el sacerdot

L'actor Feliks Parnell va morir durant el rodatge, i les seves línies van ser enregistrades durant la postproducció per Leszek Kubanek.

## Recepció
Fou exhibida com a part de la selecció oficial al Festival Internacional de Cinema de Sant Sebastià 1980.